# Calopus
Calopus — род жуков-узкокрылок.

## Распространение
В России распространён один вид.

## Описание
Тело жуков умеренно выпуклое, сильно вытянутое, бурое. Голова такой же ширины, что и переднеспинка или же немного шире. Усики пиловидные, достигают вершины надкрылий или слегка не доходят до их вершины.

## Перечень видов
В состав рода входят:
- Calopus angustus LeConte, 1851
- Calopus serraticornis (Linnaeus, 1758)